# Otão da Grécia
Otão (português europeu) ou Oto (português brasileiro) da Grécia (Salzburgo, 1 de junho de 1815 – Bamberga, 26 de julho de 1867) foi o Rei da Grécia de 1832 até à sua deposição em 1862. Filho do rei Luís I da Baviera, ele ascendeu ao recém-criado trono grego enquanto ainda era menor de idade. Seu governo foi inicialmente administrado por um conselho regencial de três homens composto por oficiais bávaros. Otão retirou os regentes ao alcançar a maioridade quando eles ficaram impopulares com o povo, governando então como um monarca absoluto. Eventualmente, as exigências de seus súditos foram grandes o bastante e Otão acabou assinando em 1843 uma constituição, depois de enfrentar uma insurreição armada mas pacífica. Ainda assim, ele falseou eleições através de fraudes e terror.
Otão não conseguiu resolver a fraqueza econômica da Grécia durante seu reinado. As políticas gregas da época eram baseadas na aliança com as grandes potências, e a capacidade do rei em manter o apoio das potências foi fundamental para conservar o seu poder. Para se manter forte, Otão teve de instigar, a seu favor, o antagonismo entre os interesses dos apoiantes gregos de cada uma das potências, sem contudo as melindrar. Quando a Marinha Real Britânica bloqueou a Grécia em 1850 e em 1854 para impedir que esta atacasse o Império Otomano durante a Guerra da Crimeia, a opinião que os gregos tinham do rei piorou. Como resultado houve uma tentativa de assassinato da rainha e por fim, em 1862, Otão foi deposto quando estava no interior. Morreu no exílio na Baviera em 1867.

## Primeiros anos e reinado
Nasceu como príncipe Otão Frederico Luís da Baviera no Castelo de Mirabel, Salzburgo (quando esta zona pertencia por um curto período de tempo à Baviera), e era o segundo filho de rei Luís I da Baviera e de Teresa de Saxe-Hildburghausen. Através de um seu antepassado, o duque da Baviera João II, Otão era descendente das dinastias imperiais gregas de Comneno e Láscaris.
Quando foi escolhido para ser rei, as Grandes Potências conseguiram uma promessa do pai de Otão que o impedia de se envolver em ações hostis contra o Império Otomano e insistiram que o seu título fosse de "rei da Grécia" e não "rei dos gregos", porque este último implicaria uma pretensão sobre os milhões de gregos ainda sob domínio turco. Antes de fazer dezoito anos, o jovem príncipe chegou à Grécia com 3 500 tropas e três conselheiros da Baviera a bordo da fragata britânica HMS Madagascar. Otão criou imediatamente uma ligação de afecto com o seu novo país com a adopção do traje tradicional grego e da "helenização" do seu nome para Othon.
O reinado de Otão divide-se normalmente em três períodos:
1. a. Os anos da Regência: 1832-1835;
2. b. Os anos da Monarquia Absoluta: 1835-1843;
3. c. Os anos da Monarquia Constitucional: 1843-1862.

Os conselheiros da Baviera passaram a constituir um Conselho de Regência liderado pelo conde Joseph Ludwig von Armansperg, o qual, enquanto Ministro das Finanças na Baviera, tinha conseguido restaurar recentemente o crédito do país às custas da sua popularidade. Von Armansperg era o presidente do Conselho Privado do Rei e o primeiro representante (ou Primeiro-ministro) do novo governo grego. Os outros membros do Conselho de Regência eram Karl von Abel e Georg Ludwig von Maurer, com quem Armansperg tinha frequentes divergências. Quando o rei atingiu a maioridade em 1835, von Asmasperg tornou-se Arqui-secretário, mas era apelidado de Arqui-chanceler pela imprensa grega.
O Reino Unido e o banco Rothschild, que subscreviam os empréstimos à Grécia, exigiam austeridade financeira a Armasperg. Não demorou muito até que os gregos tivessem de pagar mais impostos do que quando estavam sob o domínio dos turcos. Aos olhos da população, estes tinham trocado a tirania dos otomanos, que compreendiam, por um governo orientado por burocracia estrangeira, a "Bavicracia", algo que desprezavam.
Além disso a regência não demonstrava grande respeito pelos costumes locais. Por ser católico, Otão era visto como um herege por muitos gregos religiosos, porém os seus herdeiros foram obrigados a converter-se à igreja Ortodoxa, segundo os termos da constituição de 1843.
Os populares heróis e líderes da Revolução Grega, como os generais Theodoros Kolokotronis e Yiannis Makriyiannis, que se opunham à regência dominada por bávaros, foram acusados de traição, presos e condenados à morte. Porém, acabaram por ser perdoados devido à pressão popular e os juízes que resistiram às pressões bávaras e recusaram assinar as penas de morte foram vistos como heróis.
Os primeiros anos do reinado do rei Otão foram notáveis por vários motivos: ele mudou a capital da Grécia de Náuplia para Atenas. A sua primeira tarefa enquanto rei foi fazer um levantamento detalhado da arqueologia e topografia de Atenas. Ele incumbiu Gustav Eduard e Stamatios Kleanthis de concluir esta tarefa. Nessa altura, Atenas tinha uma população de cerca de 4 000 ou 5 000 habitantes distribuídos essencialmente pelo actual distrito de Plaka, em Atenas.

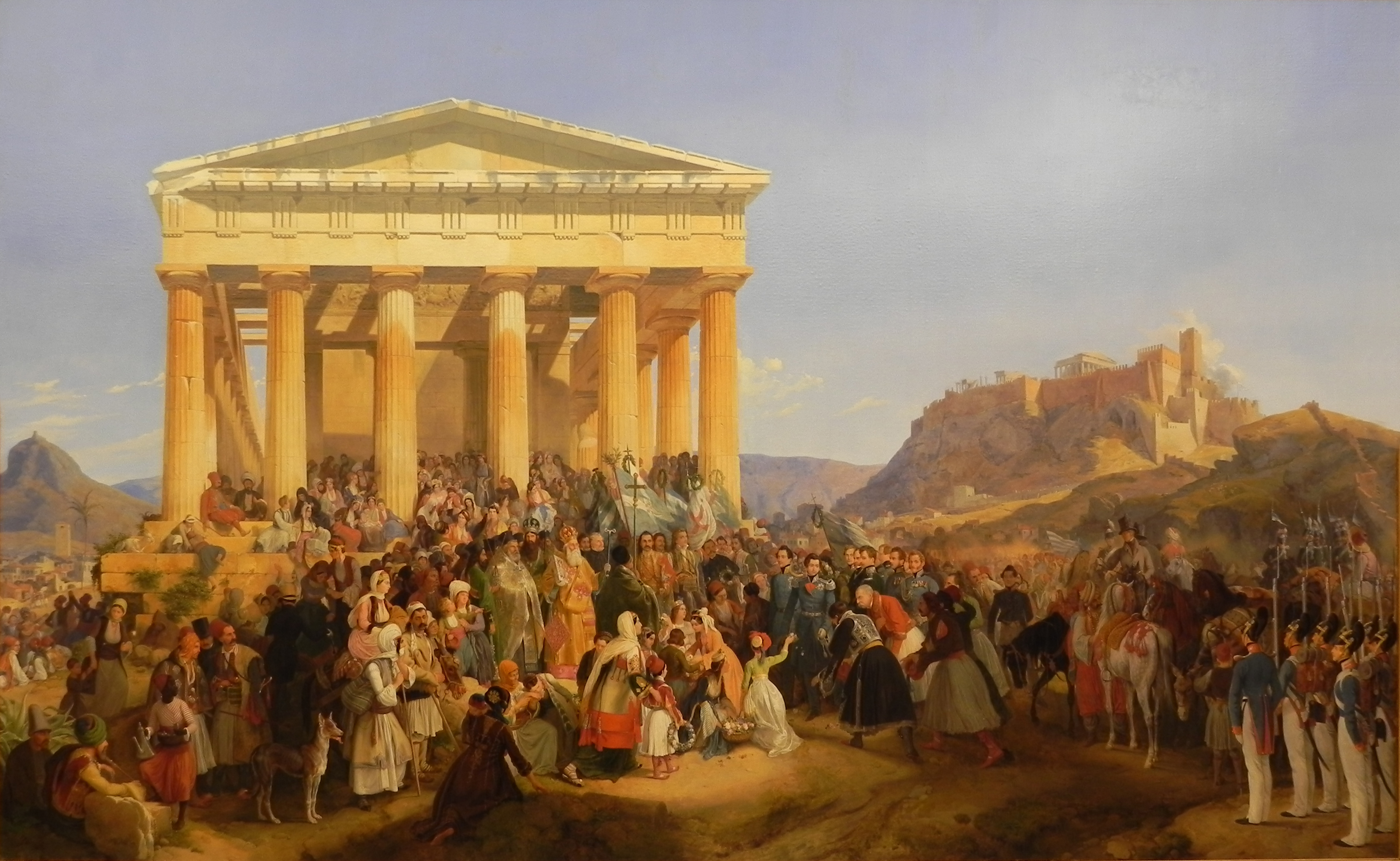
"A Entrada do Rei em Atenas" de Peter von Hess, 1839.

Atenas foi escolhida para ser a capital da Grécia por razões sentimentais e históricas e não por ser uma cidade grande. Foi elaborado um plano de modernização da cidade e procedeu-se à construção de edifícios públicos. O maior legado desta época são os edifícios da Universidade de Atenas (1837), da Universidade Politécnica de Atenas (1837, com o nome de Escola Real de Artes), os Jardins Nacionais de Atenas (1840), a Biblioteca Nacional de Atenas (1842), o Velho Palácio Real (agora o Parlamento grego 1843) e o Antigo Edifício do Parlamento (1858). Foram construídos hospitais e escolas em todo o território grego, mas dado o sentimento negativo da população grega face ao domínio estrangeiro, esta faceta do reinado foi negligenciada pelos historiadores.
Entre 1836 e 1837 Otão visitou a Alemanha e casou-se com a bela e talentosa duquesa Amália de Oldemburgo. O casamento não se realizou na Grécia, mas em Oldemburgo a 22 de Novembro de 1836. O casamento não produziu um herdeiro e a nova rainha ficou mal vista por se intrometer nos assuntos do governo. Além disso ela permaneceu protestante. Otão era infiel à mulher e mantinha uma relação com Jane Digby, uma mulher bastante conhecida que também era amante do pai do rei.
Entretanto, devido ao facto de questionar demasiado o rei, Armansperga foi demitido pelo rei Otão mal este regressou. Porém, apesar das esperanças dos gregos, o bávaro Ignaz von Rundhart foi nomeado Primeiro-ministro e voltou-se a adiar a conclusão da constituição. As tentativas de Otão de conciliar o sentimento grego através dos esforços para alargar as fronteiras do seu reino, por exemplo através da aquisição de Creta em 1841, falharam e apenas fizeram com que complicasse a sua relação com as Grandes Potências.

## Partidos, finanças e igreja

Brasão do Reino da Grécia durante o reinado de Otão

O estandarte real

Ao longo do seu reinado o rei Otão foi confrontado com uma série de problemas: o partidarismo dos gregos, a incerteza financeira e as questões eclesiásticas.
Os partidos gregos da era otomana baseavam-se em dois factores: as actividades políticas dos representantes diplomáticos das Grandes Potências (Rússia, Reino Unido e França) e afiliação das figuras políticas gregas a estes diplomatas.

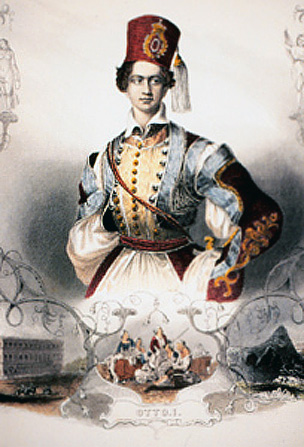
Retrato de Otão

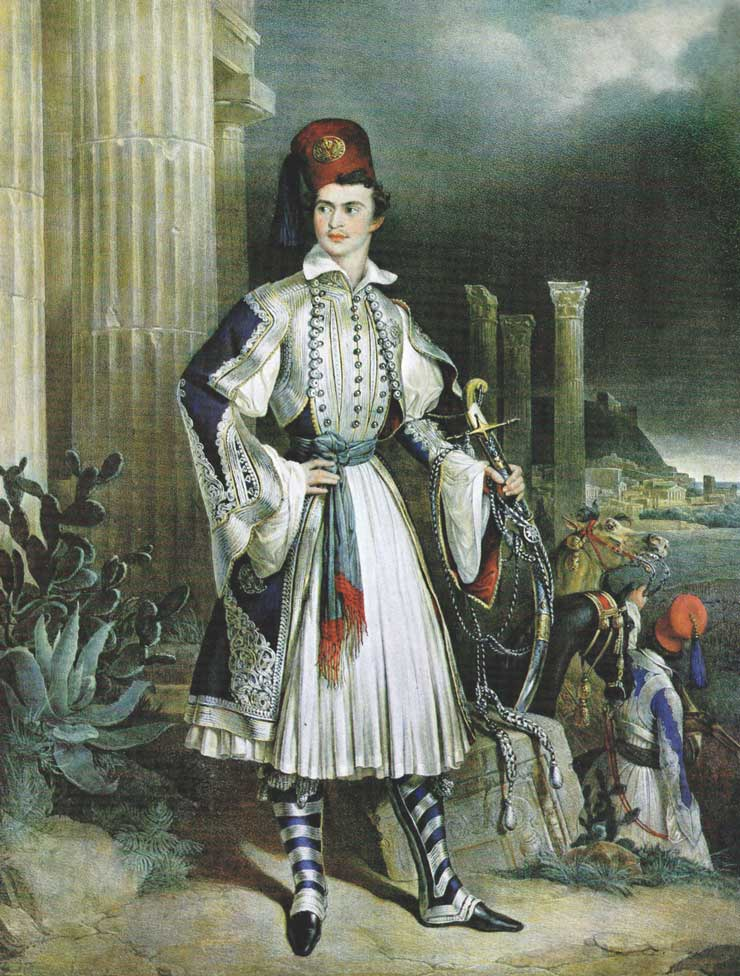
Um retrato romântico de Otão à frente de ruínas gregas.

A incerteza financeira da monarquia otomana resultava:
1. da pobreza da Grécia,
2. da concentração de territórios nas mãos de um pequeno número de magnatas como Petros Mavromichalis.
3. da promessa de mais de 60 000 000 francos em empréstimos das Grande Potências que mantinha estas nações envolvidas nos assuntos internacionais da Grécia e fazia com que o rei estivesse sempre a tentar agradar uma ou todas as potências para que o dinheiro continuasse a entrar no país.

As maquinações políticas das Grandes Potências personificavam-se nos seus três delegados em Atenas: o francês Theobald Piscatory, o russo Gabriel Catacazy e o inglês Edmund Lyons. Estes informavam os respectivos governos das actividades dos gregos ao mesmo tempo que serviam de conselheiros aos respectivos partidos aliados na Grécia.
Otão seguia certas políticas, tais como distribuir o poder e cargos de forma igualitária por todos os países enquanto tentava reduzir o poder dos partidos e tentava formar um partido pró-otomano. Porém, os partidos tonaram-se a porta de entrada para o poder do Governo e a estabilidade financeira.
O efeito esperado das suas políticas (e as dos seus conselheiros) era o de aumentar o poder das Grandes Potências e não o contrário. As Grandes Potências não apoiavam a redução do absolutismo crescente do rei Otão e isso fez com que se iniciasse um conflito quase permanente entre a monarquia absoluta de Otão e as outras formas de poder da Grécia.
Otão também foi confrontado com várias questões eclesiásticas tais como o monaquismo, a autocefalia, o rei como chefe da Igreja e a aceitação de outras religiões.
Os seus regentes, Armansperg e Rundhart, criaram uma política controversa de acabar com os mosteiros. A hierarquia da Igreja não ficou muito satisfeita com a medida. A Rússia era considerada uma forte defensora da Igreja Ortodoxa, mas havia crentes ortodoxos em todos os partidos. Assim que se livrou dos seus conselheiros bavários, Otão permitiu o fim da medida de desaparecimento dos mosteiros.
Uma tradição vinda já dos tempos bizantinos dizia que o rei era o chefe da Igreja. Porém, o facto de Otão ser católico provocou descontentamento tanto na população como dos membros da Igreja Ortodoxa.
Em 1833 os regentes tinham declarado unilateralmente a continuidade do rei como chefe da Igreja da Grécia, mas esta decisão foi um resultado directo da situação política da altura visto que o Patriarca de Constantinopla estava parcialmente sob o controlo do Império Otomano. Porém os fiéis, preocupados com o facto de a nomeação de um católico como chefe da Igreja poder enfraquecer a Igreja Ortodoxa, considerarem a decisão não canónica. Pela mesma razão também não aceitaram os missionários, maioritariamente protestantes, que criaram escolas por toda a Grécia.
A aceitação de outras religiões foi promovida demais por alguns membros do Partido Inglês e outros que tinham sido educados no Ocidente como um símbolo do progresso da Grécia como um Estado liberal europeu. O poder da Igreja e da educação acabou por ser cedido ao Partido Russo, ao mesmo tempo que o rei manteve o seu veto em relação à decisão do Sínodo dos Bispos. Fê-lo para manter o equilíbrio e evitar que a Europa Ocidental visse a Grécia como uma sociedade intolerante em relação à religião.
Na verdade, a sociedade grega era bastante tolerante com as outras religiões. Porém, depois de 400 anos de opressão religiosa imposta pelos otomanos, os gregos desconfiavam do "progresso liberal europeu" que lhes era imposto. O tal "progresso" imposto era visto como mais um atentado contra a sua fé e contra a sua própria compreensão de liberdade, visto que Otão da Revolução Grega era "pela fé sagrada de Cristo e a liberdade da pátria". A pátria e a fé eram inseparáveis uma vez que a Igreja tinha contribuído bastante para a sobrevivência da língua e consciência gregas durante a ocupação turca.
As comunidades católicas estavam estabelecidas na Grécia desde o século XIII em Atenas, Cíclades, Quios e Creta. Também existiam comunidades judaicas no país que tinham chegado após a expulsão dos judeus de Espanha e se tinham juntado aos primeiros romanoitas, para além de outros judeus que já viviam no país desde os tempos do Apóstolo Paulo. Algumas famílias muçulmanas ainda viviam na Grécia durante o reinado de Otão visto que a hostilidade se dirigia mais ao Estado otomano e aos seus mecanismos e não ao povo muçulmano.

## Revolução de 3 de Setembro de 1843 e últimos anos de reinado

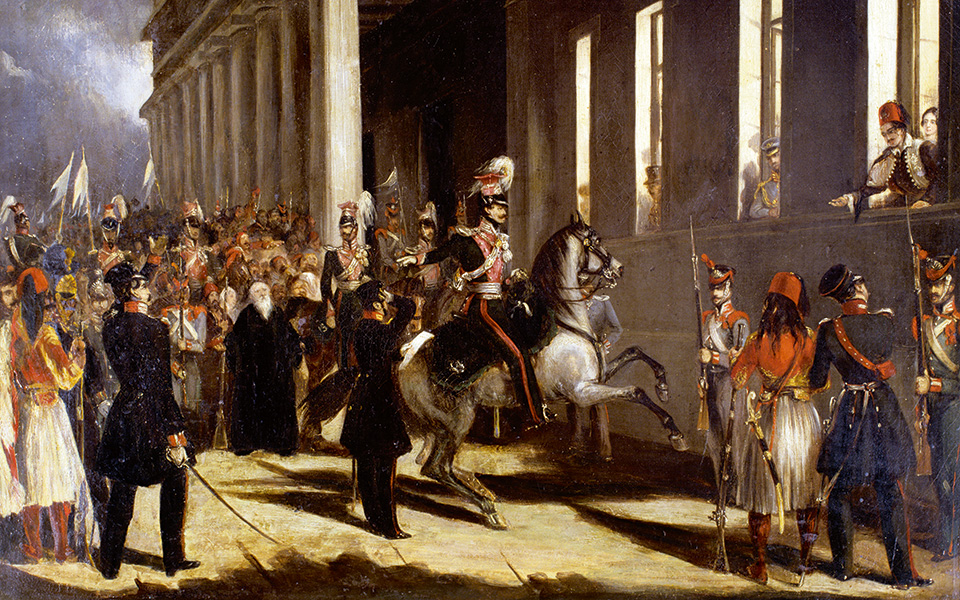
Uma pintura que representa a revolução de 3 de Setembro de 1843.

Apesar de o rei Otão ter tentado governar na qualidade de monarca absoluto, tal como escreveu Thomas Gallant: "ele não era implacável o suficiente para ser temido, nem compassivo o suficiente para ser amado, nem competente o suficiente para ser respeitado".
Em 1843 a população estava insatisfeita com o seu rei e esse sentimento tinha atingido proporções críticas pelo que começaram a aparecer exigências para a elaboração de uma constituição. Inicialmente Otão recusou a criação de uma constituição, mas assim que as tropas alemãs se retiraram do seu reino iniciou-se uma revolta popular.
A 3 de Setembro de 1843, a infantaria liderada pelo coronel Dimitris Kallergis e o respeitado capitão da revolução e antigo Presidente do Conselho Geral de Atenas, Yiannis Makriyiannis, juntaram-se na praça em frente do Palácio de Atenas.
Mais tarde muitos dos habitantes da pequena capital juntaram-se ao movimento e a rebelião recusou sair dali enquanto o rei não lhes garantisse uma constituição. Isso implicaria que entrassem gregos para o Conselho, que o rei convocasse uma Assembleia Nacional permanente e que Otão agradecesse pessoalmente aos líderes da revolta.
Com poucos recursos, agora que já não dispunha das tropas alemãs, o rei Otão foi obrigado a ceder às pressões e aceitar as exigências da multidão, ainda que a desagrado da sua esposa teimosa. O nome da praça foi mudado para Praça da Constituição (até aos dias de hoje) para comemorar os acontecimentos de Setembro de 1843 (a praça viria a ser o centro de muitos acontecimentos tumultuosos da História da Grécia). Agora, pela primeira vez, o rei tinha gregos no seu Conselho e o Partido Francês, o Partido Inglês e o Partido Russo (a cultura mais apreciada pelos gregos dentro das Grande Potências), podiam concorrer com igualdade para subirem na carreira e por poder.
O prestígio do rei, que se baseava maioritariamente no apoio que as Grandes Potências lhe davam, sofreu um rude golpe com o incidente no Pacífico de 1850, quando o Ministro dos Negócios Estrangeiros inglês, Henry John Temple enviou uma frota britânica para bloquear o porto de Pireu com navios de guerra para exigir a reparação de uma injustiça feita a um súbdito britânico.
A Grande Ideia, o sonho de unir todas as populações gregas do Império Otomano e assim restaurar o Império Bizantino sob domínio cristão, levou a que Otão considerasse a ideia de entrar na Guerra da Crimeia ao lado da Rússia contra a Turquia e os seus aliados britânicos e franceses em 1853. No entanto a iniciativa não correu da melhor forma e resultou numa nova intervenção das Grandes Potências e um segundo bloqueio do porto de Pireu, o que forçou a Grécia a permanecer neutra.
Em 1861, um estudante chamado Aristeidis Dosios (filho do político Konstantinos Dosios), tentou assassinar a rainha Amália e foi considerado um herói de forma aberta pelo público. Porém, a sua tentativa de assassinato também despertou sentimentos favoráveis à monarquia e de simpatia pelo casal real na população grega.

## Exílio e morte
Durante uma visita de Otão a Peloponeso em 1862 foi realizado um novo golpe de Estado e desta vez foi criado um Governo provisório e convocada uma Assembleia Nacional. Os embaixadores das Grandes Potências pediram ao rei Otão para resistir. O rei e a rainha refugiaram-se num navio de guerra britânico e regressaram à Baviera da mesma forma que tinham chegado à Grécia, levando consigo os privilégios reais que tinham trazido em 1832. Já se especulou que, se Otão e Amália tivessem um herdeiro, o rei não teria sido deposto uma vez que a questão da sucessão era uma das mais discutidas na altura. Contudo, também é verdade que a Constituição de 1843 passava a sucessão para os irmãos mais novos de Otão e aos respectivos descendentes.
Otão morreu no palácio dos antigos bispos em Bamberga, na Alemanha, e foi enterrado na Igreja Theatiner em Munique. Durante os anos em que esteve retirado, ainda usava o uniforme dos guardas do Presidente. Durante a rebelião de Creta contra o Império Otomano de 1866, Otão doou a maioria da sua fortuna para apoiar a revolta e forneceu-lhes armas. Também fez com que a sua doação ficasse em segredo até à sua morte para evitar problemas políticos com o novo rei, Jorge I.